# 盖布罗特
盖布罗特是德国莱茵兰-普法尔茨州的一个市镇。总面积2.38平方公里，总人口160人，其中男性78人，女性82人（2011年12月31日），人口密度67人/平方公里。